# Церква Вознесіння Господа Нашого Ісуса Христа (Зелене)
Церква Вознесіння Господа Нашого Ісуса Христа в Зеленому — парафія і храм греко-католицької громади Мельнице-Подільського деканату Бучацької єпархії Української греко-католицької церкви в селі Зелене Чортківського району Тернопільської области.
Оголошена пам'яткою архітектури місцевого значення (охоронний номер 429).

## Історія церкви
Будівництво церкви в селі Зелене розпочалося в 1920 році на земельній ділянці, пожертвуваній Федором Баранижем. У 1925 році храм освятили парохи о. Іскович та о. Степан Кахетинський.
Парафія і церква до 1946 року належали до УГКЦ, а з 1946 по 1961 рік — до РПЦ. Мурований храм збудували за кошти громади.
З 1961 по 1989 рік церква була закрита державною владою. У 1989 році її відкрили у підпорядкуванні РПЦ. У 1990 році парафія і храм повернулися в лоно УГКЦ.
При парафії діють спільнота «Матері в молитві» та братство «Апостольство молитви».[джерело?]

## Парохи
- о. Володимир Михайлюк (1989—2013),
- о. Ярослав Антонійчук, сотрудник (з 2002; адміністратор з 2014 по 2022).
- о. Андрій Бойко (2022-       ).